# Montaltino
Montaltino is een plaats (frazione) in de Italiaanse gemeente Barletta, provincie Barletta-Andria-Trani.